# 히루타 다쓰야
히루타 다쓰야(일본어: 蛭田達也, ひるた たつや 1961년 3월 16일 ~ )는 일본의 만화가로 후쿠시마현 이와키시 출신이다.
1981년 제27회 소년매거진 신인만화상을 수상했으며, 수상작은 그의 데뷔작인《공태랑 나가신다!》가 있다. 이는 그의 대표작으로 가라데의 달인이며, 호색한인 주인공 공태랑(고타로)를 중심으로 이야기가 전개되는 학원 코믹물이다. 또한, 히루타 다쓰야의 작품은 사실상 이 작품 하나라고 말할 수 있으며, 계속해 속편을 연재하고 있다.
1986년《공태랑 나가신다!》는 제10회 고단샤 만화상을 수상했으며, 대한민국에서는 학산문화사에서 정식으로 출간하기도 했다.

## 작품 목록
- 공태랑 나가신다! (1982년 ~ 1994년 주간 소년 매거진, 고단샤, 전59권, 와이드판 전31권, 문고판 전16권)
- 신 공태랑 나가신다! 유도편 (1995년 ~ 2001년 주간 소년 매거진, 전27권)
- 공태랑 나가신다! L (2003년 ~, 주간 소년 매거진→매거진SPECIAL)